# Wiener Athletiksport Club
Il Wiener Athletiksport Club, comunemente abbreviato in Wiener AC o WAC, è una società polisportiva di Vienna, in Austria, fondata nel 1897. Le sezioni più importanti sono - o sono state - quelle di calcio, tennis, pallacanestro e hockey su prato.

## Calcio

### Storia

#### Fondazione e anni d'oro
La sezione calcio fu fondata il 14 ottobre 1897. Partecipò al campionato austriaco di prima divisione sin dalla prima edizione, conquistando il titolo nel 1914-1915, precedendo di 1 punto i rivali del Wiener AF. Quell'anno la squadra totalizzò 8 vittorie su 9 partite disputate, con una sola sconfitta, fu inoltre miglior attacco (46 reti) e miglior difesa (9 gol al passivo). Leopold Deutsch fu capocannoniere della 1. Klasse con 12 reti. L'anno successivo, però, non riuscì a difendere il titolo e finì al quarto posto.
Nel 1921 arrivò la prima retrocessione della storia della società, ultima nella 1. Klasse con gli stessi punti - ma differenza reti sfavorevole - rispetto all'Admira. Nei successivi anni fece la spola tra prima e seconda divisione, trovando nuovamente stabilità solo con l'avvento del professionismo. Nel torneo 1928-1929 fu seconda, a tre punti dal Rapid Vienna campione. Gli anni trenta furono un periodo di media classifica in campionato, ma di grandi risultati sia internazionali (finale della Coppa Mitropa nel 1931) che nazionali: il club conquistò la Wiener-Cup dapprima nel 1930-1931 (nell'anomalo torneo all'italiana, 16 punti contro i 15 dell'Austria Vienna) e nuovamente nel 1937-1938 (1-0 al Wiener Sport-Club, rete di Zauner), ultima edizione della coppa nazionale prima dell'Anschluss.
Occorre però sottolineare come, nel 1937, la sezione calcio si sia staccata dal club, impossibilitato a sostenerne il peso economico dopo una nuova retrocessione, partecipando ai tornei come WAC Schwarz-Rot, riassorbito dal club "originale" nel 1939.

#### Il dopoguerra
Nel periodo nazista la squadra non viene ammessa alla Gauliga Ostmark fino al 1943, quando sarà vicecampione dietro al First Vienna. Dopo la guerra il club rientra nei ranghi del massimo campionato, per restarvi fino alla stagione 1947-1948. L'ultima affermazione dei rossoneri fu la terza coppa nazionale, vinta nel torneo 1958-1959 in finale sul Rapid Vienna (2-0, autorete di Zaglitsch e gol di Kaltenbrunner).
Recuperato stabilmente il posto nella Staatsliga A, il club torna competitivo e nel 1959-1960 è vicecampione dietro al Rapid Vienna. Ma nel 1965 arriva la retrocessione e la squadra rimane in Regionalliga Ost fino al 1973. Quell'anno forma lo spielgemeinshaft con l'Austria Vienna divenendo SpG FK Austria/WAC, denominazione con la quale vince il campionato 1975-1976 e la coppa nel 1973-1974 e 1976-1977.
Lo spielgemeinshaft viene dissolto ufficialmente nel luglio 1977, e il WAC risorge - come squadra amatoriale - solo nel 1983. Ma, dopo il 2002, non ha più partecipato ai tornei federali chiudendo di fatto la sezione calcistica del club.

## Palmarès

### Competizioni nazionali
- Wiener Tagblatt-Pokal: 3

1900-1901, 1901-1902, 1902-1903
- Campionato austriaco: 1

1914-1915
- Coppa d'Austria: 3

1930-1931, 1937-1938, 1958-1959
- Campionato di Staatsliga B: 1

1955-1956

### Competizioni internazionali
- Challenge-Cup: 3

1901, 1903, 1904

### Altri piazzamenti
- Campionato austriaco:

Secondo posto: 1942-1943
Terzo posto: 1913-1914, 1918-1919, 1928-1929, 1943-1944, 1959-1960, 1960-1961
- Coppa d'Austria:

Finalista: 1927-1928, 1931-1932, 1934-1935
Semifinalista: 1928-1929
- Coppa dell'Europa Centrale:

Finalista: 1931

## Hockey su prato
La sezione di hockey su prato fu creata nel 1900 e, oltre ad essere la più antica, è anche la più titolata del Paese. Ha vinto infatti 35 titoli nazionali, 19 maschili e 17 femminili. Ha raggiunto per due volte il terzo posto nella Champions League. La più recente sezione indoor ha ottenuto invece 22 titoli austriaci, 16 maschili e 8 femminili.

### Palmarès

#### Titoli nazionali

##### Maschile
- Campionato austriaco di hockey su prato: 19

1919, 1920, 1921, 1922, 1923, 1927, 1928, 1929, 1994, 1995, 1996, 1997, 1998, 1999, 2000, 2001, 2003, 2004, 2005
- Campionato austriaco di hockey indoor: 16

1990, 1991, 1992, 1993, 1994, 1995, 1996, 1997, 1998, 1999, 2000, 2001, 2002, 2004, 2007, 2008

##### Femminile
- Campionato austriaco di hockey su prato: 17

1927, 1928, 1929, 1930, 1931, 1932, 1934, 1950, 1951, 1954, 1955, 1956, 1969, 1977, 1979, 2006, 2007
- Campionato austriaco di hockey indoor: 8

1964, 1965, 1966, 1967, 1968, 1969, 1978, 2009

## Pallacanestro
Il Wiener AC è stato campione d'Austria di pallacanestro nel primo campionato nazionale, organizzato nel 1947.